# Hans Peterlik
Hans Peterlik (* 28. September 1899; † 22. Januar 1973) war ein deutscher Politiker (GB/BHE).
Peterlik war Angestellter und wohnte in Augsburg. Am 28. Oktober 1953 rückte er für den in den Bundestag gewählten Theodor Oberländer in den Bayerischen Landtag nach, dem er bis zum Ende der Wahlperiode rund ein Jahr später angehörte. Im Parlament gehörte er den Ausschüssen für Ernährung und Landwirtschaft sowie für Angelegenheiten der Heimatvertriebenen und Kriegsfolgegeschädigten an.